# Purpura bufo
Purpura bufo là một loài ốc biển, là động vật thân mềm chân bụng sống ở biển thuộc họ Muricidae, họ ốc gai.

## Phân bố
Purpura bufo là một loài ốc nhiệt đới có ở Ấn Độ Dương dọc theo bờ biển Natal và Madagascar.